# Hypothèse de l'érosion du sphinx par l'eau

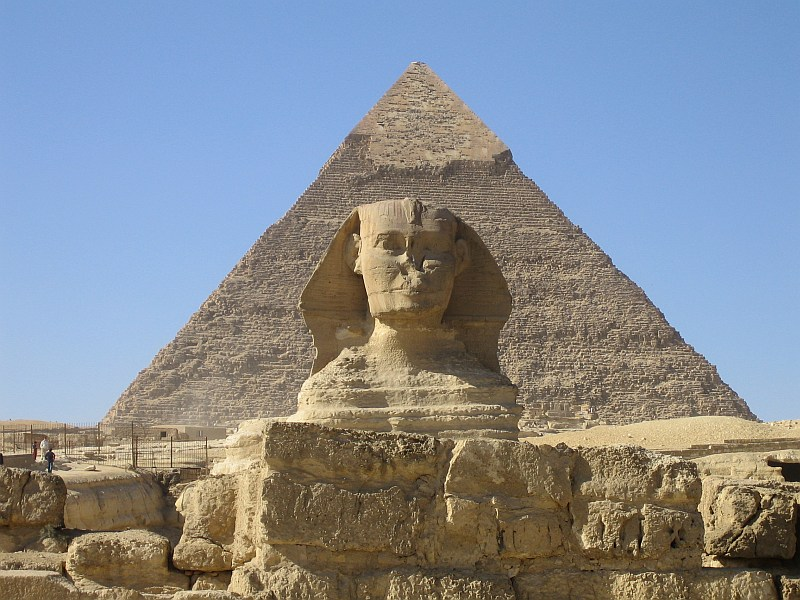
Le Grand Sphinx de Gizeh.

L'hypothèse de l'érosion du sphinx par l'eau soutient que le principal type d'altération évidente sur les murs d'enceinte et le corps du Grand Sphinx a été causé par une exposition prolongée et importante à des précipitations antérieures aux règnes de Djédefrê et Khéphren, les pharaons auxquels les égyptologues attribuent la construction du Grand Sphinx et de la Deuxième Pyramide de Gizeh autour de 2500 avant notre ère. Cette hypothèse est écartée par la majorité des égyptologues, du fait de son incompatibilité avec le cadre chronologique établi. Diverses explications alternatives ont été développées quant à la cause et l’ancienneté de l’érosion.

## Hypothèse
René Adolphe Schwaller de Lubicz, un égyptologue français de réputation mystique et alternative,, a été le premier à désigner des preuves d'érosion par l'eau sur les enceintes du sphinx dans les années 1950. John Anthony West, un auteur et égyptologue alternatif, a davantage étudié l'idée de Schwaller de Lubicz et, en 1989, a demandé l'opinion de Robert M. Schoch, un géologue et professeur agrégé de sciences naturelles au collège d'études générales de l'université de Boston.
À partir de son étude de la géologie du mur d'enceinte, Schoch a conclu que le principal type d'altération évidente sur les murs d'enceinte du  Sphinx a été causé par une exposition prolongée et importante aux précipitations. Selon Schoch, la région a connu une pluviométrie moyenne annuelle d'environ un pouce (2,5 × 20 cm), depuis l'Ancien Empire, de telle sorte que, comme la dernière période de pluies importantes en Égypte s'est terminée entre la fin du quatrième et le début du troisième millénaire avant notre ère, la construction du Sphinx devrait dater du sixième ou cinquième millénaire avant notre ère,,.
Schoch note, en outre, que les altérations de la roche observées sur l'enceinte du Sphinx sont également constatées sur la roche formant le corps du Sphinx et sur les temples de la vallée. On sait que ces derniers ont été construits à partir des blocs retirés au Sphinx lorsque le corps a été sculpté. Alors que l'étendue des travaux de réparation du Sphinx et des temples associées par la IVe dynastie est reconnu par des égyptologues tels que Lehner et Hawass, Schoch soutient : « Si le revêtement de granite couvre des blocs de calcaire hautement altérés, alors les structures de calcaire d'origine doivent être largement antérieures au revêtement de granite.
Évidemment, si les blocs de calcaire (provenant de l'excavation du Sphinx) des temples pré datent les revêtements en granite, et que ces revêtements de granite sont attribuables à Khéphren de la Quatrième Dynastie, alors le Grand Sphinx doit avoir été construit avant le règne de Khéphren ».
Colin Reader, un géologue britannique, accepte que les altérations de la roche indiquent une érosion prolongée par l'eau. Reader a constaté, entre autres, que le flux d'eau de pluie provoquant l'érosion a été endigué par la construction des carrières de Khéops, qui se trouvent directement en amont de l'enceinte du Sphinx, et conclut donc que le Sphinx doit précéder le règne de Khéops et certainement celui de Khéfren de plusieurs centaines d'années.
Reader n'est pas d'accord avec l'estimation paléométéorologique de Schoch, et conclut plutôt que le Sphinx date du début de période dynastique,. 
Pour expliquer la taille apparemment sous-dimensionnée de la tête du Sphinx par rapport au corps, Reader, tout comme Schoch, propose que la tête était à l'origine celle d'un lion qui a ensuite été resculptée à la ressemblance d'un pharaon,.
De même, David Coxill, un géologue indépendant au travail de Schoch et de Reader, a conclu, à partir des altérations de la roche des murs d'enceinte que « le Sphinx est âgé d'au moins 5000 ans et pré-date la période dynastique ».

## Réaction des égyptologues et archéologues
Zahi Hawass, l'ancien ministre égyptien des antiquités et secrétaire général du Conseil suprême des Antiquités, a été questionné lors d'une interview pour la série Nova, sur la possibilité qu'une civilisation plus ancienne ait pu sculpter le Sphinx. Hawass a répondu : « bien sûr que ce n'est pas possible pour une raison... Aucun artefact, pas une seule inscription, ou de la poterie, ou quoi que ce soit n'a été trouvé jusqu'à maintenant et en tout lieu qui précéderait la civilisation égyptienne de plus de 5 000 ans ». Ce raisonnement et sa conclusion a été soutenue par Mark Lehner, un autre égyptologue reconnu, dans un autre interview de la série Nova. D'autres archéologues ont fait des critiques semblables comme Kehheth Feder.
Un autre argument utilisé par les égyptologues pour attribuer le Sphinx à Khéphren est la théorie du contexte, qui observe que le Sphinx est situé dans le contexte du complexe funéraire entourant la deuxième pyramide, qui est traditionnellement liée avec Khéphren. En dehors de la chaussée, la pyramide et le Sphinx, le complexe comprend également le temple du Sphinx et le temple de la vallée qui affichent les deux le même style architectural, avec des blocs de pierre de cent tonnes provenant de l'excavation de l'enceinte du Sphinx. Une statue de Khéphren en diorite découverte enterrée avec d'autres débris dans le temple de la vallée, est revendiquée en tant que soutien pour la  théorie de Khéphren.
Reader s'accorde sur le fait que le temple du Sphinx et le temple de la vallée sont étroitement associés au Sphinx, comme la chaussée des géants, et même une partie du temple funéraire de Khéphren, mais suggère que ceci indique simplement que ces structures sont antérieures à Khéphren et ne permettent en aucun cas de faire un lien entre le Sphinx et le pharaon Khéphren.
Rainer Stadelmann, ancien directeur de l'Institut archéologique allemand du Caire suggère que Khéops, le père de Khéphren, fut le constructeur du Sphinx et soutient que la chaussée de Khéphren, par sa direction, été construite de telle façon à se conformer à une structure préexistante, qui à ses yeux et compte tenu de son emplacement, ne peut être que le Sphinx.
Le site officiel de Lehner propose aussi un argument similaire basé sur une séquence archéologique des constructions de la région. Lehner pointe la tendance qu'ont certaines structures des environs à intégrer des éléments de structures plus anciennes, et en se basant sur l'ordre dans lequel elles ont été construites, il conclut par la séquence archéologique que le Sphinx ne peut pré-dater le règne de Khéfren.
Hawass pointe la mauvaise qualité du calcaire de Gizeh comme une cause des niveaux importants d'érosion. Il a conclu, à partir de l'actuel rythme rapide de l'érosion sur les membres II (calcaire particulièrement friable) de la surface du Sphinx, que « les 1 100 ans entre Khéphren et la première restauration pendant la XVIIIe dynastie, ou même la moitié de ce temps, aurait été plus que suffisant pour éroder profondément le calcaire membre II après la phase I de restauration ». Schoch relève que d'autres structures et surfaces sur le plateau de Gizeh, sont fabriquées à partir de la même bande de calcaire (membre II) que l'enceinte du Sphinx, mais elles ne montrent pas les mêmes traces d'érosion.
Peter Lacovara, égyptologue et conservateur au musée M. C. Carlos de l'université Emory, relie les éléments d'érosion sur le mur d'enceinte à l'activité de la carrière plus qu'aux intempéries, et soutient que les autres usures sur le Sphinx sont dues a des infiltrations d'eau et de l'érosion par le vent.

## Réponse d'autres géologues
D'autres géologues ont proposé des explications alternatives pour les traces de précipitations sur l'enceinte du Sphinx.
Un mécanisme alternatif d'érosion possible est l'haloclastie. De la moisissure en surface dissout les sels qui sont ensuite transportés plus en profondeur par infiltration. Ces sels cristallisent lorsque la moisissure sèche et provoquent la chute d'une fine couche de pierre avec de la croissance des cristaux. Il est accepté par Schoch et al. que ce mécanisme est notable dans beaucoup de lieux du plateau de Gizeh.
Un partisan du processus d'haloclastie est le Dr James A. Harrell de l'université de Toledo, qui prône que les profondes crevasses ont été causées par haloclastie via les moisissures présentes dans le sable qui a recouvert la sculpture pendant la plus grande partie de son histoire.
Lal Gauri et al. est aussi favorable au processus d'haloclastie pour expliquer les traces d'érosion, mais a proposé que les moisissures puissent être liées à des phénomènes de rosée.
Le Getty Conservation Institute a analysé la base du sphinx entre 1990-1992, concluant que la « cristallisation continuelle du sel, qui a un effet destructif sur la pierre, pourrait expliquer au moins une partie des détériorations de la sculpture »,.
L'haloclastie est rejetée par Schoch et al. comme explication pour les traces d'érosion verticales car elle n'explique pas ces traces d'usure visibles et évidentes, mais en particulier le fait que ces éléments d'érosions ne soient pas distribués régulièrement et plutôt dans des zones qui auraient été particulièrement exposées au ruissellement. L'haloclastie aurait dû opérer de façon régulière sur toute la surface en parallèle, Schoch fait remarquer que les théories alternatives n'expliquent pas l'absence de traces similaires d'érosion sur les autres surfaces de calcaire du complexe de Gizeh qui ont pourtant été extraites des mêmes strates de pierre calcaire.
Reader -qui accepte que le Sphinx puisse être antérieur à Khéphren mais préfère une date de construction dans le début de période dynastique- se réfère aux tombes creusées dans les murs d'enceinte au cours de la XXVIe dynastie. Les entrées de ces tombes ont subi une érosion si légère que les marques des burins sont encore clairement visibles. Il souligne donc que si une des théories alternatives avait été la cause des altérations sur les murs d'enceinte (jusqu'à un mètre de profondeur à certains endroits), alors les entrées des tombes aurait été bien plus sévèrement abîmées.
Il est également accepté que l'érosion éolienne a joué un rôle important dans l'érosion du Sphinx. Schoch souligne que l'érosion éolienne forme des bandes horizontales très distinctes, alors que l'érosion par l'eau forme plutôt des fissures verticales caractéristiques.

## Réponse des climatologues
Des études récentes des climatologues allemands Rudolph Kuper et Stefan Kröpelin, de l'université de Cologne suggèrent qu'un changement de climat humide à un climat beaucoup plus sec peut être survenu autour de 3500-1500 avant notre ère, ce qui représente un retard de 500 ans à ce qui est communément admis. L'égyptologue Mark Lehner pense que ce changement climatique peut avoir été responsable des profondes altérations trouvées sur le Sphinx et les autres sites de la IVe dynastie. Après avoir étudié des échantillons de sédiments dans la vallée du Nil, Judith Bunbury, un géologue à l'université de Cambridge, a conclu que le changement climatique dans la région de Gizeh a peut-être commencé tôt dans l'Ancien Royaume, avec une avancée massive des sables à la fin de l'ère.
Schoch souligne que les briques de terre crue des mastabas sur le plateau de Saqqarah à environ vingt kilomètres de Gizeh sont restées relativement intactes. Ces monuments sont datés sans équivoque aux deux premières dynasties. Ceci indique selon lui qu'aucune précipitation soutenue n'a eu lieu dans la région depuis le début de la période dynastique, et que les communautés qui ont construit ces structures n'auraient pas été préparées à de telles précipitations[source secondaire nécessaire].
Reader a répondu en indiquant « qu'ils ont été construits sur une zone surélevée et qu'ils ne se trouvent dans aucun captage naturel. Ces tombes n'ont pu, par conséquent, avoir été exposées à un ruissellement important. ». Il conclut avec « le fait qu'ils ne sont pas significativement dégradés, comme Schoch a souligné, montre que la pluviométrie n'a pas été un agent de dégradation  important en Égypte ».